# 蝉战河乡
蝉战河乡，是中华人民共和国云南省丽江市宁蒗彝族自治县下辖的一个乡镇级行政单位。

## 行政区划
蝉战河乡下辖以下地区：
蝉战河村、干海子村、万马场村和三股水村。